# Pitt Rivers Museum
Il Pitt Rivers Museum è un museo dell'università di Oxford, ubicato nella località di Parks Road; ospita le collezioni archeologiche e antropologiche di Augustus Pitt Rivers.

## Storia
Il Pitt Rivers Museum fu istituito nel 1884 da Augustus Pitt Rivers, che decise di donare le proprie collezioni archeologiche e antropologiche all'università di Oxford, così da esporle a fini di studio, educativi e diletto al servizio della società.
La sua sede attuale, ovvero il palazzo neogotico all'interno del quale sono allestiste anche le esposizioni del museo di Scienza Naturale, è stata edificata nel 1885-96 su progetto di Thomas Manly Deane e Benjamin Woodward.
Inizialmente, le collezioni di Pitt Rivers constavano di 22,000 oggetti; oggi, tuttavia, le opere ivi custodite ammontano a 500,000, molte delle quali sono state donate da studenti, viaggiatori e missionari.

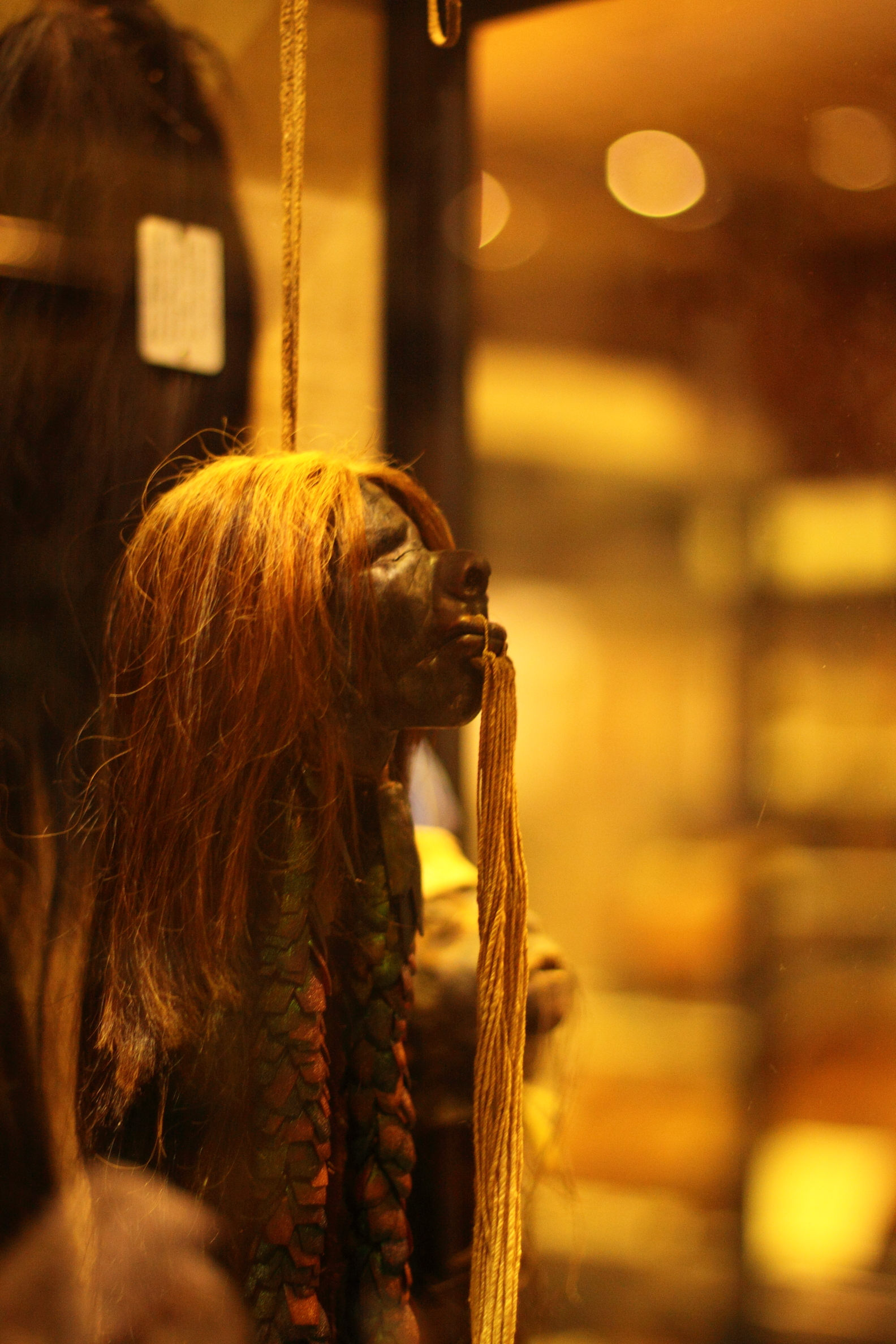
Tsantsa in esposizione al Pitt Rivers
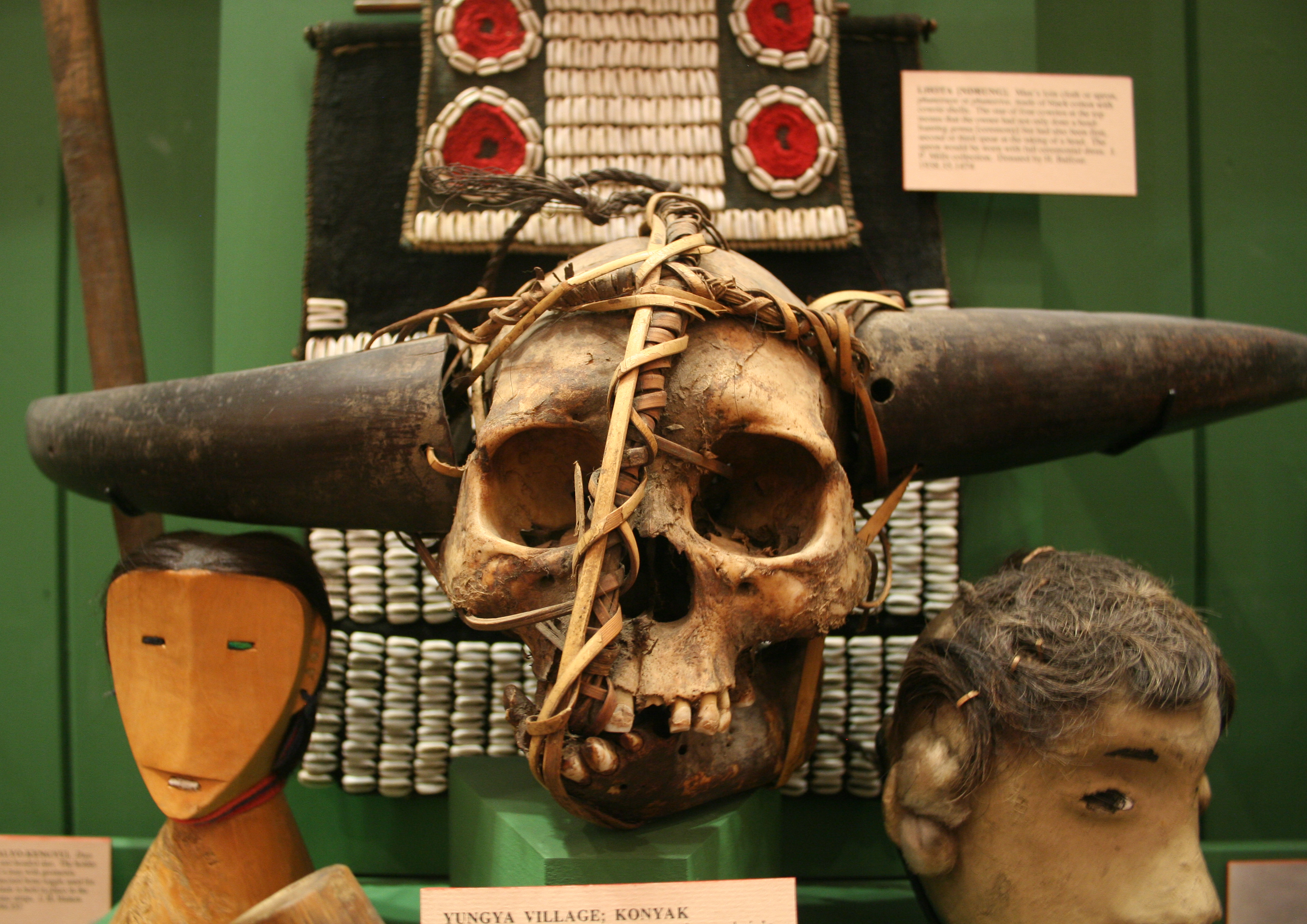
Teschi del villaggio Yungya, Nagaland
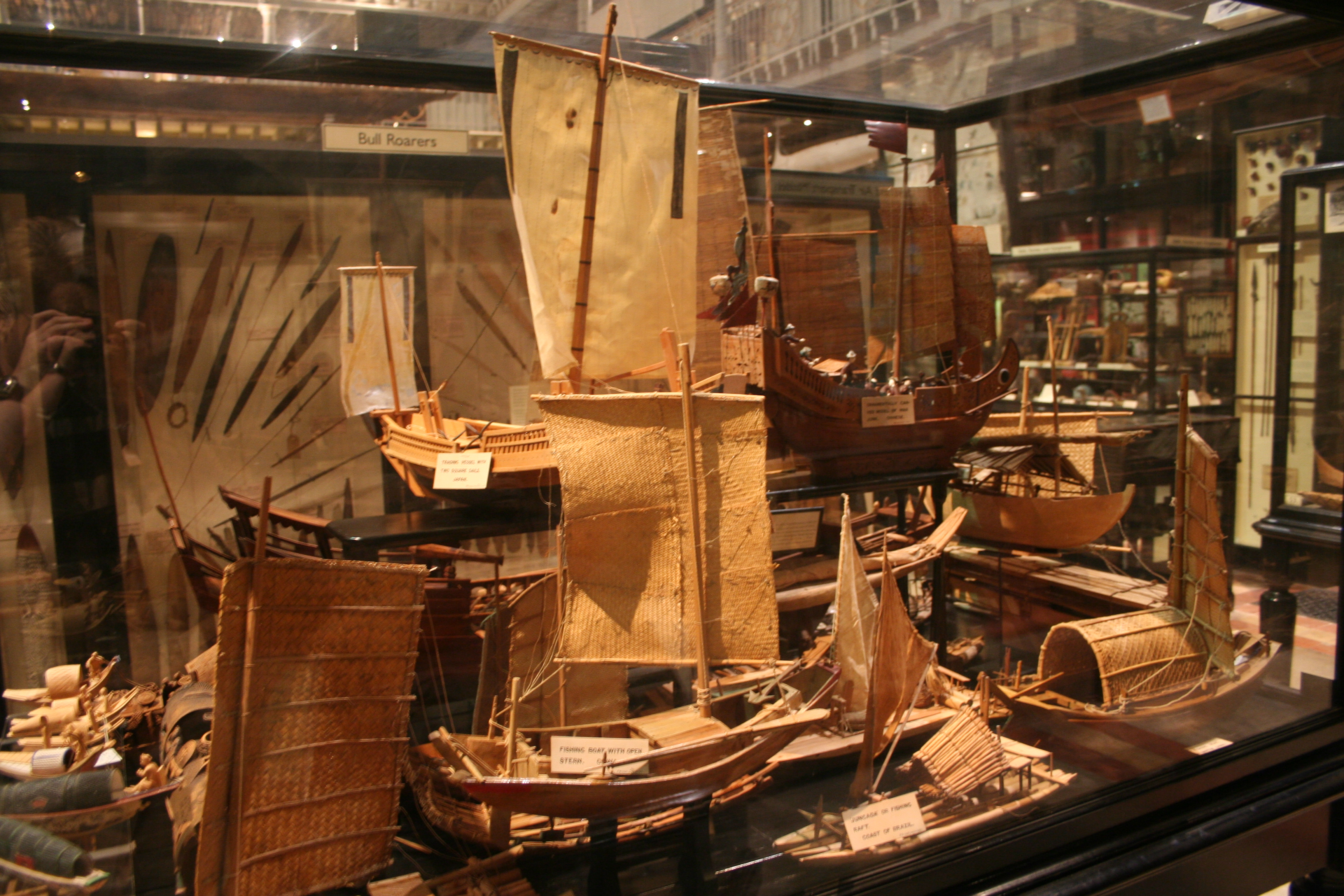
Modellini di pescherecci
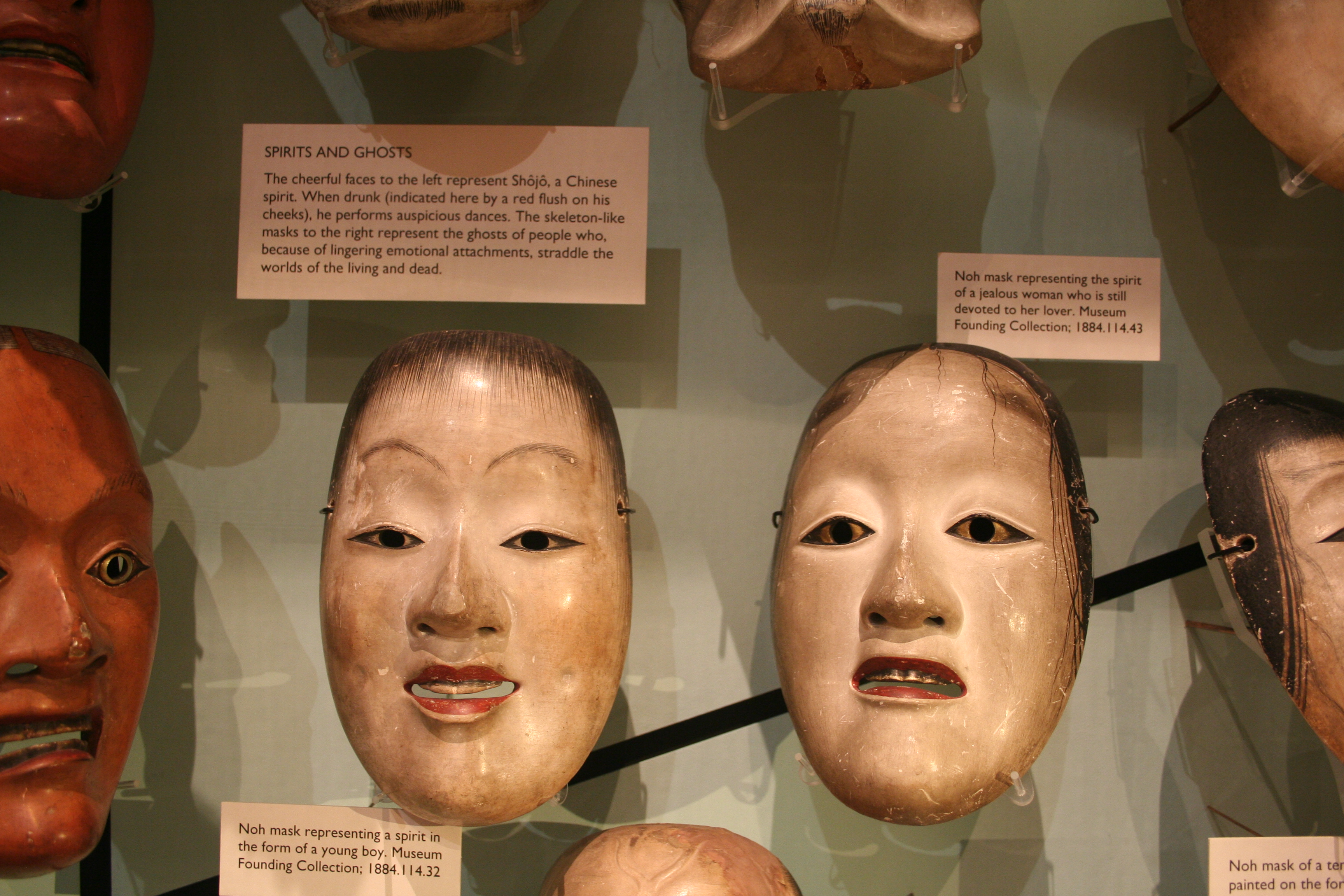
Maschere Nō giapponesi
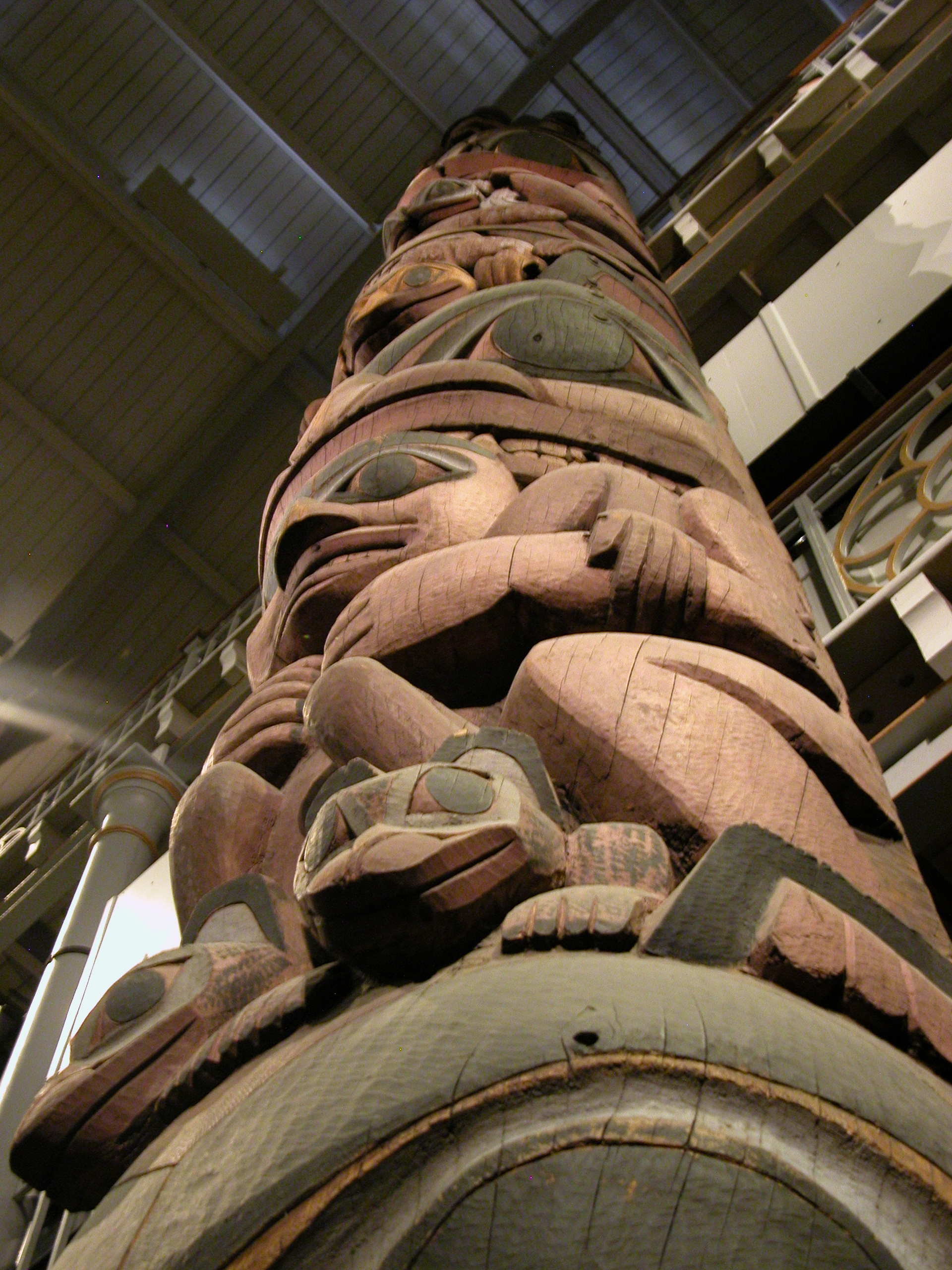
Il totem Haida

## Esposizione
La collezione del museo è organizzata tematicamente, in base alla destinazione d'uso originaria degli articoli (e non al loro anno di fabbricazione). Questi criteri espositivi devono molto alle teorie di Pitt Rivers stesso, che intendeva proprio far vedere con la propria collezione il progredimento della cultura umana; malgrado questo approccio per quanto concerne la cultura materiale (cioè artigianato e arti) non è più adottato, il museo continua comunque a conservare l'organizzazione originaria degli oggetti esposti.
L'oggetto più grande esposto al Pitt Rivers è un totem della cultura Haida, di 11.36 metri, proveniente dal villaggio di Old Massett, in Canada; il pezzo è entrato a far parte delle collezioni del museo nel 1901.